# Elecciones legislativas de Mongolia de 2020
Las elecciones legislativas de Mongolia  de 2020 tuvieron lugar el 24 de junio de ese año, con el fin de renovar los 76 miembros del Gran Jural del Estado.

## Contexto
Las  elecciones legislativas 2016 fueron ganadas por el entonces partido opositor Partido del Pueblo de Mongolia que obtuvo 65 escaños de los 76 miembros del parlamento contra 9 que obtuvo el entonces partido gobernante Partido Democrático del entonces Primer Ministro saliente Chimediin Saikhanbileg quién fue sucedido por Jargaltulgyn Erdenebat.
Las elecciones presidenciales organizadas en 2017, un año luego de las legislativas, sin embargo, dieron al candidato del Partido Democrático Khaltmaagiin Battulga la victoria, siendo la primera vez en la historia del país, que es necesaria una segunda vuelta para decidir entre los dos candidatos más votados de la primera vuelta. Battulga finalmente ganó sobre Miyeegombyn Enkhbold con el 50,61% de los votos.
Una serie de denuncias de corrupción condujeron a la destitución del primer ministro en funciones y su reemplazo por Ukhnaagiin Khürelsükh, quien asumió el cargo el 7 de octubre de 2017.

## Sistema electoral

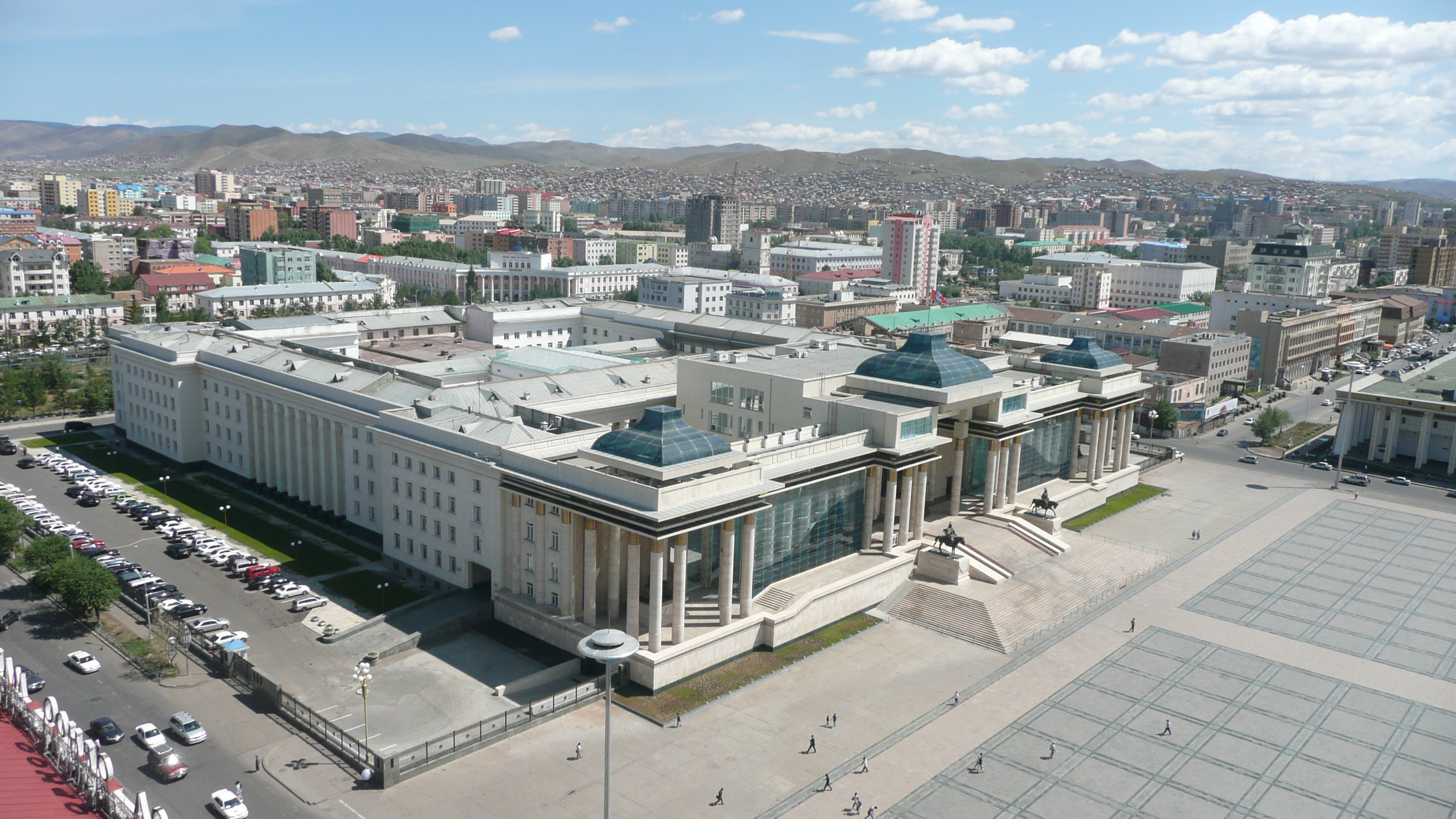
Edificio sede del Gran Jural del Estado en Ulán Bator.

Los 76 miembros del Gran Jural del Estado serán elegidos por voto único no transferible en distritos electorales de múltiples miembros. El sistema electoral no se decidió hasta que se aprobó una nueva ley electoral el 22 de diciembre de 2019. La nueva ley electoral también prohibió a las personas declaradas culpables de prácticas corruptas presentarse a las elecciones. Los mongoles que viven en el extranjero no pudieron votar.
Existe una cuota de género femenino de un 20% de los escaños.

## Resultados
|                                                      |                                               |           |       |         |       |  |  |  |  |
| Partido                                              | Partido                                       | Votos     | %     | Escaños | +/–   |  |  |  |  |
|                                                      | Partido del Pueblo de Mongolia                | 1,795,793 | 44.93 | 62      | 3     |  |  |  |  |
|                                                      | Partido Democrático                           | 978,890   | 24.49 | 11      | 2     |  |  |  |  |
|                                                      | Nuestra Coalición                             | 323,675   | 8.10  | 1       | 0     |  |  |  |  |
|                                                      | Nueva Coalición                               | 213,812   | 5.35  | 0       | Nuevo |  |  |  |  |
|                                                      | Coalición Electoral de las Personas Correctas | 209,104   | 5.23  | 1       | Nuevo |  |  |  |  |
|                                                      | ¡Mantener el orden! Coalición Constitución 19 | 41,417    | 1.04  | 0       | Nuevo |  |  |  |  |
|                                                      | Partido Verde de Mongolia                     | 23,473    | 0.59  | 0       | 0     |  |  |  |  |
|                                                      | Love the People Party                         | 18,542    | 0.46  | 0       | 0     |  |  |  |  |
|                                                      | Partido de la Mayoría del Pueblo              | 13,720    | 0.34  | 0       | Nuevo |  |  |  |  |
|                                                      | Zon Olny Nam                                  | 8,710     | 0.22  | 0       |       |  |  |  |  |
|                                                      | Partido Implementador de Libertad             | 5,142     | 0.13  | 0       | 0     |  |  |  |  |
|                                                      | Partido de Desarrollo del Área de Ger         | 4,176     | 0.10  | 0       | Nuevo |  |  |  |  |
|                                                      | Ikh Ev Nam                                    | 4,118     | 0.10  | 0       | Nuevo |  |  |  |  |
|                                                      | Partido del Programa de Desarrollo            | 3,521     | 0.09  | 0       | Nuevo |  |  |  |  |
|                                                      | Partido del Pueblo                            | 3,333     | 0.08  | 0       | Nuevo |  |  |  |  |
|                                                      | Partido Mundial de los Mongoles               | 591       | 0.01  | 0       | Nuevo |  |  |  |  |
|                                                      | Partido Patriotas Unidos                      | 448       | 0.01  | 0       | 0     |  |  |  |  |
|                                                      | Independientes                                | 348,078   | 8.71  | 1       | 0     |  |  |  |  |
| Total                                                | Total                                         | 3,996,543 | 100   | 76      | 0     |  |  |  |  |
|                                                      |                                               |           |       |         |       |  |  |  |  |
| Votos válidos                                        |                                               |           |       |         |       |  |  |  |  |
| Votos inválidos y en blanco                          |                                               |           |       |         |       |  |  |  |  |
| Total de votos emitidos                              | Total de votos emitidos                       | 1,475,895 | 100   |         |       |  |  |  |  |
| Votantes registrados/participación                   | Votantes registrados/participación            | 2,003,969 | 73.65 |         |       |  |  |  |  |
| Fuente: General Election Committee of Mongolia, Ikon |                                               |           |       |         |       |  |  |  |  |